# مارك وود
مارك وود (بالإنجليزية: Mark Wood)‏ (27 يونيو 1972 بسكاربورو في المملكة المتحدة - ) هو لاعب كرة قدم بريطاني في مركز جناح ‏. لعب مع نادي يورك سيتي ونادي جوول ‏ وPickering Town F.C. ‏.